# Филиппов, Сергей Петрович (кинооператор)
Сергей Петрович Филиппов (17 сентября 1936 — 21 сентября 2016) — советский и российский кинооператор. Работал кинооператором-постановщиком Центральной киностудии детских и юношеских фильмов имени М. Горького. Заслуженный деятель искусств РСФСР (1988).

## Биография
В 1964 году окончил операторский факультет ВГИКа (мастерская А. В. Гальперина). 
С 1968 по 2004 год работал оператором-постановщиком Киностудии им. М. Горького. 
Был известен как живописец, член Союза художников России. Созданные им картины экспонировались на многих российских и зарубежных художественных выставках, в частности в Центральном доме художника, в издательстве «Правда», в Доме кино, в Галерее Вера (Бостон, США), в Английской Королевской Академии художеств (Лондон).
В 2016 году 16 сентября С. П. Филиппову исполнилось 80 лет, Союз кинематографистов России и Гильдия кинооператоров на портале СК РФ поздравили его с юбилеем  как «замечательного кинооператора и художника»; 19 сентября обсуждались планы проведения выставки его картин в Союзе кинематографистов. Но 20 сентября 2016 года он скончался, о чём сообщалось, в частности, в некрологе на том же портале.
В Доме кино 3—20 ноября 2017 года прошла выставка работ Сергея Филиппова, приуроченная к годовщине его памяти. В экспозиции были представлены 76 картин разных лет, отобранные, по словам художника Александра Попова, друга автора, из огромного художественного наследия Сергея Петровича.

## Награды и звания
Заслуженный деятель искусств РСФСР (29.11.1988).
В 1997 году награждён медалью ордена «За заслуги перед Отечеством» II степени.

## Фильмография
- 1967 — Шестое лето
- 1968 — Новенькая
- 1970 — Впереди день
- 1970 — О любви
- 1973 — Ищу человека
- 1974 — Закрытие сезона
- 1975 — Вкус халвы
- 1975 — Эта тревожная зима
- 1976 — Самый красивый конь
- 1978 — Конец императора тайги
- 1979 — День свадьбы придётся уточнить (совм. с Вячеславом Егоровым)
- 1980 — В начале славных дел (совм. с Хорстом Хардтом[нем.])
- 1980 — Юность Петра (совм. с Х. Хардтом)
- 1981 — Александр Маленький
- 1983 — Без особого риска
- 1984 — Лев Толстой
- 1985 — Координаты смерти
- 1986 — Вера
- 1987 — Как дома, как дела?
- 1987 — Клуб женщин
- 1989 — Вход в лабиринт
- 1990 — Система «Ниппель»
- 1991 — Божья тварь
- 1992 — Три августовских дня
- 1993 — Трам-тарарам, или Бухты-барахты
- 1995 — Авантюра
- 1998 — Горячая точка
- 2004 — Золотая голова на плахе